# Pontogenia curva
Pontogenia curva är en ringmaskart som beskrevs av Chamberlin 1919. Pontogenia curva ingår i släktet Pontogenia och familjen Aphroditidae.
Artens utbredningsområde är Mexikanska golfen. Inga underarter finns listade i Catalogue of Life.